# Joshua Williams
Joshua Williams (Fayetteville, Carolina del Norte, 17 de octubre de 1999) es un jugador profesional estadounidense de fútbol americano, se desempeña en la posición de cornerback en Kansas City Chiefs, en la National Football League (NFL).

## Carrera
Fue seleccionado en la cuarta ronda en la Reunión Anual de Selección de Jugadores de la NFL de 2022. Hizo su debut profesional con el equipo Kansas City Chiefs, donde lleva jugando dos temporadas.